# Крыжко, Алексей Леонтьевич
Алексей Леонтьевич Крыжко (7 июля 1938, Победное, Крымская АССР — 27 августа 2008, Симферополь) — советский и украинский военный, генерал-лейтенант, руководитель космодрома Байконур, депутат Верховной Рады Крыма V созыва, председатель совета Крымской республиканской организации ветеранов войны.

## Биография
Алексей Крыжко родился 7 июля 1938 года в селе Победное Джанкойского района Крымской АССР. В 1953—1957 учился в Симферопольском автотранспортном техникуме. В 1957 году автомеханик автоколонны, села Новотроицкого Херсонской области. Окончил Саратовское артиллерийское техническое училище в 1961 году. В 1970 году окончил Ленинградскую военную краснознаменную академию им. А. Ф. Можайского по специальности командир группы пуска, начальник штаба ракетного полка.
С 1959 по 1994 год служил в Вооруженных Силах СССР. Служил в ракетных войсках, прошёл путь от командира взвода до руководителя космодрома «Байконур». Последовательно командир группы, начальник штаба ракетного полка, командир ракетного полка, заместитель командира ракетной дивизии, командир Тагильской ракетной дивизии (1982—1985 годы), заместитель командующего и член Военного Совета Читинской ракетной армией (1985—1990 годы), начальник НИИП МО (полигон Байконур в 1990—1991 годах). Во время службы Крыжко на Байконуре в декабре 1989 года НИУ были преобразованы в центры испытаний и применения космических средств: 1-е НИУ — в 1-й центр (полковник И. А. Форсюк), 3-е НИУ — в 4-й центр (полковник К. П. Петров), 4-е НИУ — во 2-й центр (полковник В. А. Графинин), 6-е НИУ — в 3-й ЦИПКС (полковник Н. И. Ковзалов). При нем подготовлено и запущено около 120 МБР и PH одиннадцати различных типов и модификаций.
Начальник Центра административного управления стратегическими ядерными силами Генерального штаба Министерства обороны Украины.
В 1994—1995 годах советник Президента Автономной Республики Крым Ю. А. Мешкова. C 1996 года — военный пенсионер. В 1996—1999 годах советник председателя Симферопольского городского совета В. Ф. Ермака. В 2000—2003 годах преподаватель спецкурса школы-лицея «ВКЛ», город Симферополь, затем с 2003 по 2006 годы — инспектор службы режима ОАО Завод «Фиолент». Депутат Верховной Рады Крыма V созыва 2006—2010 от Блока «За Януковича», скончался в ходе каденции.
Умер 27 августа 2008 года в Симферополе, похоронен на Воинском кладбище.

## Награды
- Орден Трудового Красного Знамени
- Орден «Знак Почёта»
- Орден за заслуги II и III степени
- Орден «За мужество»
- Знак отличия Автономной Республики Крым «За верность долгу»
- Почётная грамота Кабинета Министров Украины (2004)[6]